# Liberia vid världsmästerskapen i friidrott 2023
Liberia tävlade vid världsmästerskapen i friidrott 2023 i Budapest i Ungern mellan den 19 och 27 augusti 2023.

## Resultat
Liberias trupp bestod av tre idrottare.

### Herrar
Gång- och löpgrenar
| Idrottare         | Gren      | Försöksheat | Försöksheat | Semifinal | Semifinal | Final            | Final            |
| Idrottare         | Gren      | Resultat    | Placering   | Resultat  | Placering | Resultat         | Placering        |
| ----------------- | --------- | ----------- | ----------- | --------- | --------- | ---------------- | ---------------- |
| Emmanuel Matadi   | 100 meter | 10,13       | 3 Q         | 10,04     | 4         | Gick inte vidare | Gick inte vidare |
| Joseph Fahnbulleh | 200 meter | 20,42       | 2 Q         | 20,21     | 4 q       | 20,57            | 9                |

### Damer
Gång- och löpgrenar
| Idrottare      | Gren           | Försöksheat | Försöksheat | Semifinal        | Semifinal        | Final            | Final            |
| Idrottare      | Gren           | Resultat    | Placering   | Resultat         | Placering        | Resultat         | Placering        |
| -------------- | -------------- | ----------- | ----------- | ---------------- | ---------------- | ---------------- | ---------------- |
| Ebony Morrison | 100 meter häck | 12,93       | 6           | Gick inte vidare | Gick inte vidare | Gick inte vidare | Gick inte vidare |